# Farmers Branch
La ville américaine de Farmers Branch est située dans le comté de Dallas, dans l’État du Texas. Lors du recensement de 2010, elle comptait 28 616 habitants.

## Source
- (en) Cet article est partiellement ou en totalité issu de l’article de Wikipédia en anglais intitulé « Farmers Branch, Texas » (voir la liste des auteurs).